# Роклор, Антуан де
Антуа́н де Роклор (англ. Antoine de Roquelaure; 1544 — 9 июня 1625, Лектур) — французский государственный деятель и ближайший соратник Генриха IV. Был назначен маршалом Франции в 1614 году Людовиком XIII.

## Молодость
Существование господ Рокрол (Локрол) задокументировано в XII веке. Семья Рокрол жила в поместье вместе с лордами, от которых они получили его. В XIV веке Брунисент де Савайлян, леди Сент-Обен и вдова Бертрана II, предоставляет поместье в Роклоре своему сыну Пьеру де Роклору со второго брака.
Антуан де Локрол был третьим сыном Жеро (господина Роклора, Году, Монберта и Лунгарда) (умер 1557 году) и Кэтрин де Безоль. Отец выбрал для своего сына карьеру в церкви, но после смерти отца он унаследовал поместье Ле Лунгард и поступил на службу к Антуану Наваррскому.

## Служба в Наварре
Жанна III Наваррская была о Антуане высокого мнения, и, после смерти мужа Антуана Наваррского в 1563 году, Жанна предоставила Антуану де Роклору часть поместья Роклор. В восемнадцать лет Антуан де Роклор был ещё молод, и Генрих Наваррский быстро оценил лояльность и преданность своего блестящего компаньона. Роклор в конечном итоге перешёл в полное владение де Роклоров после смерти двух старших братьев Антуана во время религиозных войн.
Роклор входит в свиту, сопровождавшую Генриха Наваррского в Париже по случаю женитьбы на Маргарите Валуа в 1572 году. Также участвовал в осаде Оза в 1579 году.

## На службе во Франции
Герб Роклоров сегодня используется коммуной Роклор-Сент-Обен. Вскоре Генрих Наваррский стал законным наследником престола Франции в 1589 году. Роклор участвует его во всех его боях за корону: при Кутра, при Арке и Иври. Роклор играет важную роль в убеждении Генриха принять католическую веру, для того чтобы укрепить свои права на французскую корону. Служба Антуана Генриху подверглась критике, это превратило его в одного из самых важных лиц королевства. В 1589 году он был награждён орденом Святого Духа, стал генералом-лейтенантом Верхнего Оверни, капитаном дворца Фонтенбло, а затем губернатором округа Фуа, генерал-лейтенантом Гайенн в 1597 году и мэром Бордо.
16 мая 1610 года Роклор был с Генрихом IV в той самой карете, где королю предстояло умереть от рук Равальяка. Во время регентства Мария Медичи поручила Роклору подавление восстаний в городах, и за эти услуги он был удостоен в 1614 году звания маршала Франции от Людовика XIII. Он ушёл в отставку с поста губернатора Геннуи в 1613 году, но сохранил должность губернатора Лектура, это позволило ему вернуться к своим владениям. Он умер в 1625 году в Лектуре в возрасте 81 года.

## Дети
В 1581 году он женился на Екатерине де Орнезан, которая умерла в 1601 году. У них было шестеро детей, но не было наследников мужского пола. Его единственный сын Жан-Луи скончался 1610 году. Антуан де Роклор женился второй раз в 1611 году на Сюзанне де Бассабат, от неё он имел двенадцать детей, среди них Гастон-Жан-Батист де Рокрол (1617—1683). Гастон был первым герцогом Рокрола и пэром Франции в 1652 году, был назначен губернатором Геннуи в 1679 году.
Сын Гастона, Антуан де Гастон-Рокрол (1656—1738) в молодом возрасте участвовал в франко-голландской войне, а затем в девятилетней войне. Он был назначен губернатором Лангедока в 1706 и получил маршальский жезл в 1724 году.
Его дочь, Франсуаза вышла замуж Луи де Роган Бретань-Шабо (сын Луи де Роган-Шабо) в 1708 году, и в результате герцогство Роклор перешло к этому роду, который продал его королю. Король продал его графу Гийому Дюбарри в 1772.